# Dirʿiyya (Verwaltungsbezirk)
Dirʿiyya (auch Diriyya oder Diriyah; arabisch محافظة الدرعية, DMG Muḥāfaẓat ad-Dirʿiyya) ist ein Verwaltungsbezirk (Gouvernorat) in der Provinz Riad, der Hauptstadtprovinz Saudi-Arabiens. Teil des Verwaltungsbezirkes sind neben dessen gleichnamigen Hauptstadt Dirʿiyya auch die Dörfer Uyayna, Dschubayla, und al-Ammariyya. Das Gebiet grenzt im Südosten an der Landeshauptstadt Riad, im Südwesten am Gouvernorat Dharma und im Norden am Gouvernorat Huraymila.
Der Distrikt at-Turaif ist seit 2010 UNESCO-Weltkulturerbe.
Gouverneur ist der im April 2023 durch ein königliches Dekret ernannte Fahd bin Saad Al Saud, der Ehemann von Hussa bint Salman, der Tochter König Salmans.

## Einwohnerentwicklung
| Jahr      | 1975   | 1990   | 2000   | 2015    |
| --------- | ------ | ------ | ------ | ------- |
| Einwohner | 28.259 | 64.514 | 88.976 | 146.086 |

## Gouverneure
| Namen                      | Zeitraum   | ernannt von  |
| -------------------------- | ---------- | ------------ |
| Ahmed bin Abdullah Al Saud | –23        | ?            |
| Fahd bin Saad Al Saud      | 2023–jetzt | König Salman |